# VUmc

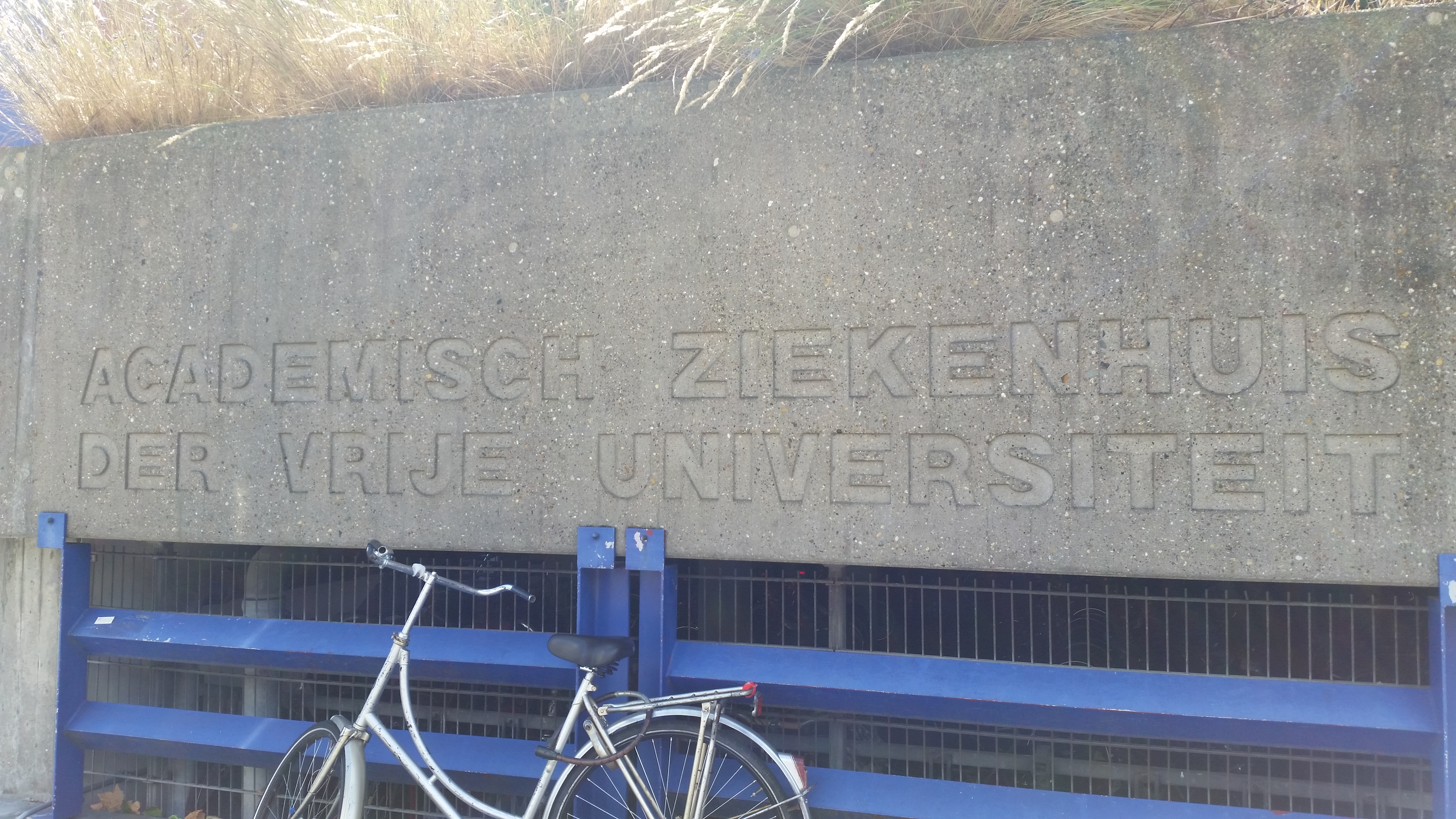
Academisch Ziekenhuis der Vrije Universiteit (augustus 2018)

Het Vrije Universiteit Medisch Centrum (VUmc) is een academisch ziekenhuis en medische faculteit in Amsterdam, gelieerd aan de Vrije Universiteit Amsterdam. De oorspronkelijke tenaamstelling Academisch Ziekenhuis der Vrije Universiteit is in het beton leesbaar. Sinds 2018 werkte het VUmc nauw samen met het AMC, vanaf 2023 is dat binnen één organisatie; het toen officieel gestichte Amsterdam UMC.
Het VUmc - nu dus een locatie van het Amsterdam UMC - is gevestigd aan de De Boelelaan in Buitenveldert in stadsdeel Zuid en ligt nabij de A10. In 2014 telde de totale organisatie een gemiddelde personeelsbezetting van 7.183 in fte's. Het VUmc is aangesloten bij de Nederlandse Federatie van Universitair Medische Centra. Het is een van de elf traumacentra in Nederland en beschikt over een Mobiel Medisch Team.

## Geschiedenis

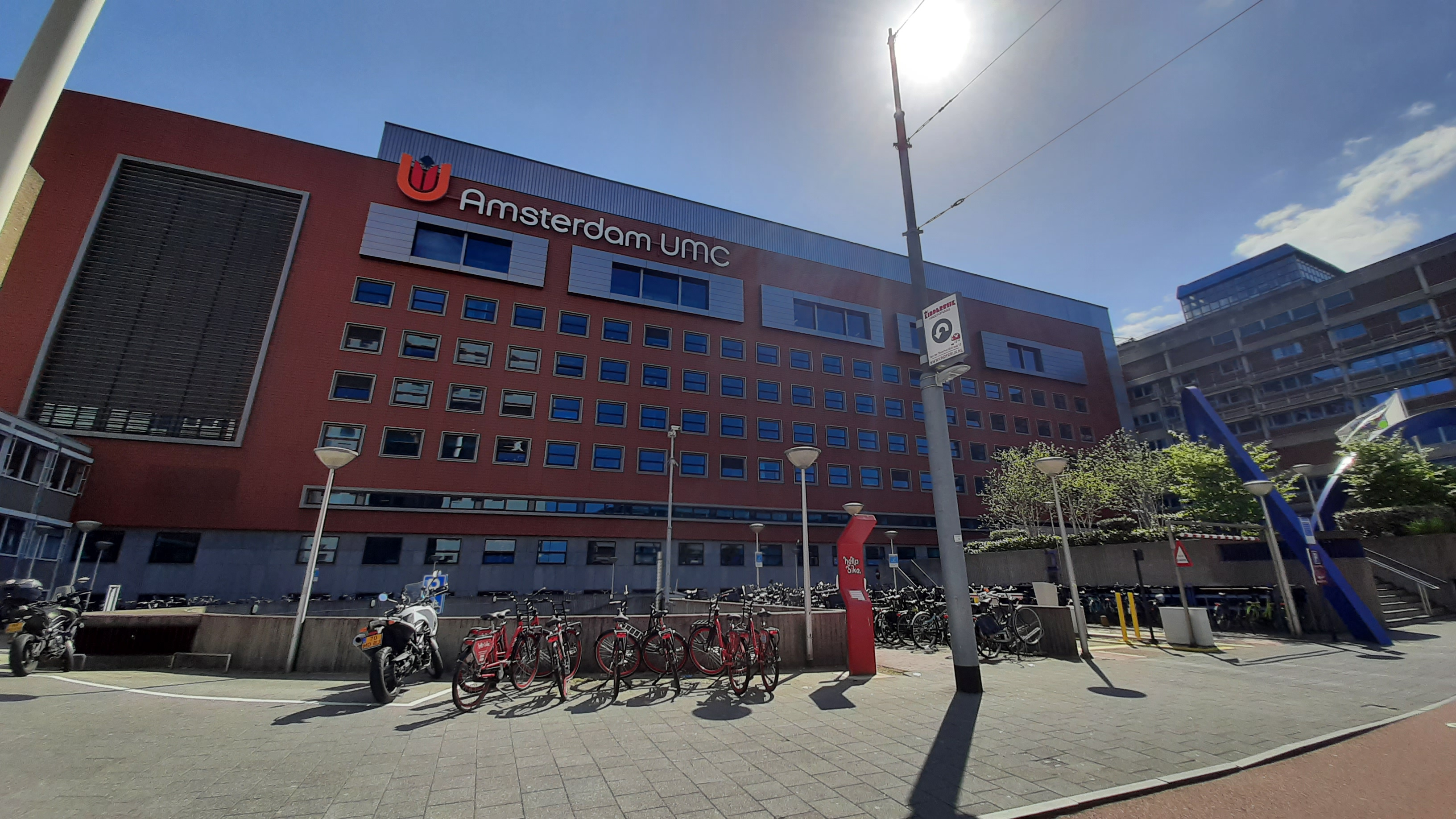
Gebouw met verpleegafdelingen

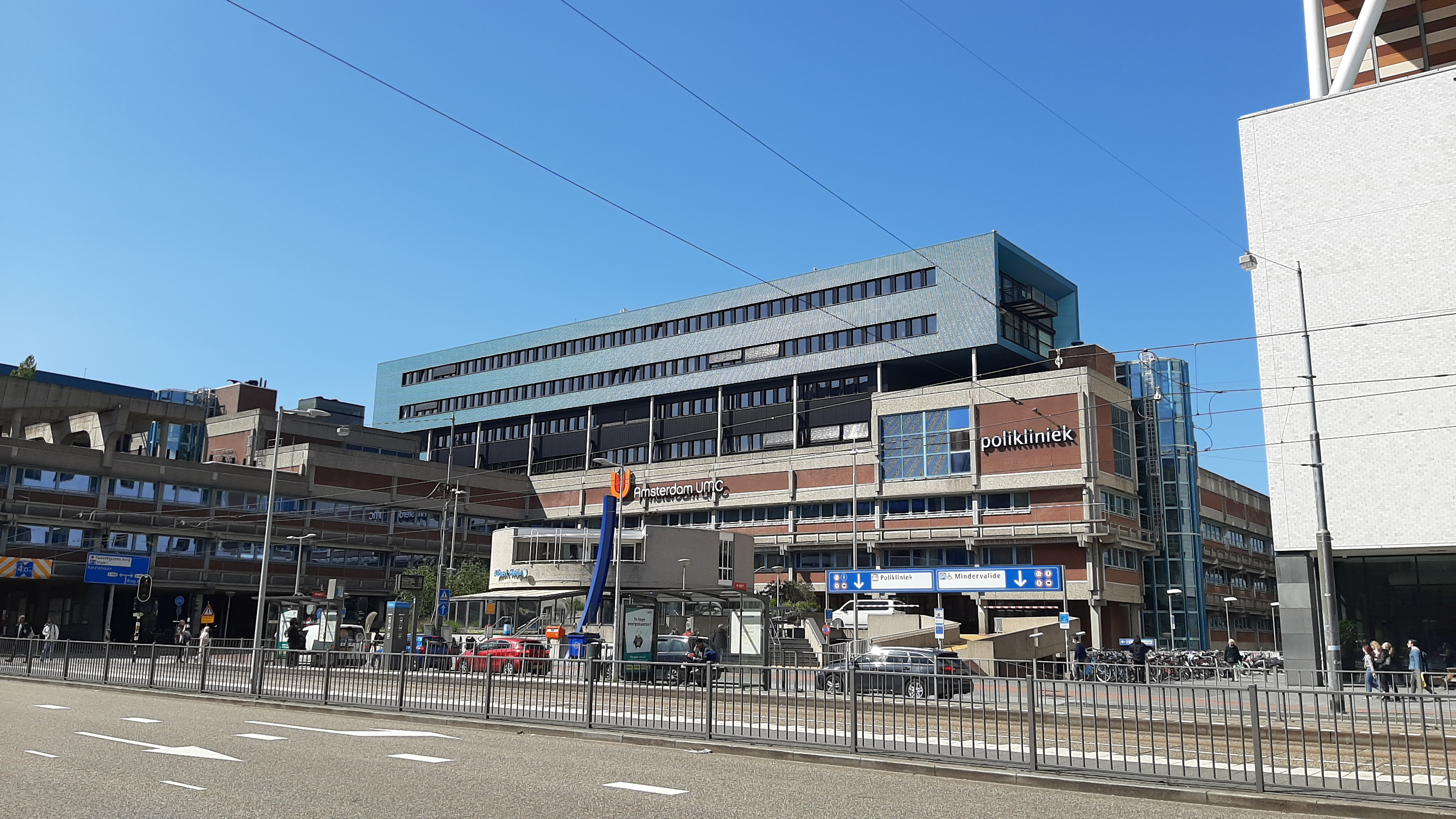
Gebouw met poliklinieken

Al in 1907 werd aan de VU gestart met een eerste leerstoel psychiatrie en neurologie, maar het duurde tot 1950 voordat de faculteit geneeskunde van de Vrije Universiteit het vereiste minimum aantal van drie hoogleraren had. In de voorgaande jaren waren er al medische studenten ingeschreven, maar pas in 1950 werd de faculteit geneeskunde officieel geopend en kon een volledige opleiding worden gevolgd.
In 1956 werd begonnen met de bouw van het Academisch Ziekenhuis van de Vrije Universiteit, kort aangeduid als het VU-ziekenhuis, in Buitenveldert. De eerste operaties werd in 1964 uitgevoerd. De officiële opening vond plaats in 1966. De totstandkoming was mede mogelijk gemaakt door de organisatie Vrouwen VU-hulp, die het ziekenhuis jarenlange steun heeft gegeven. De medische faculteit en het ziekenhuis werden in 2001 samengebracht in één organisatie, onder de naam Medisch Centrum (VUmc).

### Samenwerking met het AMC
Op 7 juni 2018 zijn het Academisch Medisch Centrum (AMC) en het VU Medisch Centrum (VUmc) 'bestuurlijk gefuseerd'. Dat betekende in dit geval dat de twee medische centra als afzonderlijke rechtspersonen bleven bestaan, maar dat de raden van bestuur van beide instellingen uit dezelfde personen bestonden. Ook in de marketing begonnen de centra zich gezamenlijk te presenteren als Amsterdam Universitair Medische Centra, afgekort Amsterdam UMC. Een echte fusie tussen het publiekrechtelijke AMC en het privaatrechtelijke VUmc werd pas mogelijk in 2023 na een wetswijziging.
Binnen de nieuwe organisatie wordt gewerkt aan een verdeling van soorten zorg, onderzoek en onderwijs & opleiding over de beide medische centra. Zorg rond trauma's, vrouw/kind en hart/vaten worden geconcentreerd in het AMC en zorg (en onderzoek) rond bijvoorbeeld oncologie en neurologie in het VUmc.

## Nieuwbouw
VUmc heeft tussen 2010 en 2012 een nieuw onderkomen voor de afdeling Spoedeisende Hulp gebouwd ten westen van het bestaande ziekenhuis. Daarbovenop zijn een psychiatrische afdeling en een nieuw gastenverblijf gerealiseerd. Op het dak van de polikliniek is in 2011 een nieuw Kankercentrum geopend.
Volgens Masterplan Campusontwikkeling VU-VUmc zal in de toekomst zal het VUmc nieuwe gebouwen gaan bouwen rondom Botanische tuin Zuidas die dan een publiek toegankelijke binnentuin wordt. De bouw van het VUmc Imaging Center Amsterdam dat in 2019 afgerond is daar een eerste aanzet toe. In het gebouw worden Radiologie, Nucleaire Geneeskunde, BV Cyclotron en LaserLaB Amsterdam samengevoegd.

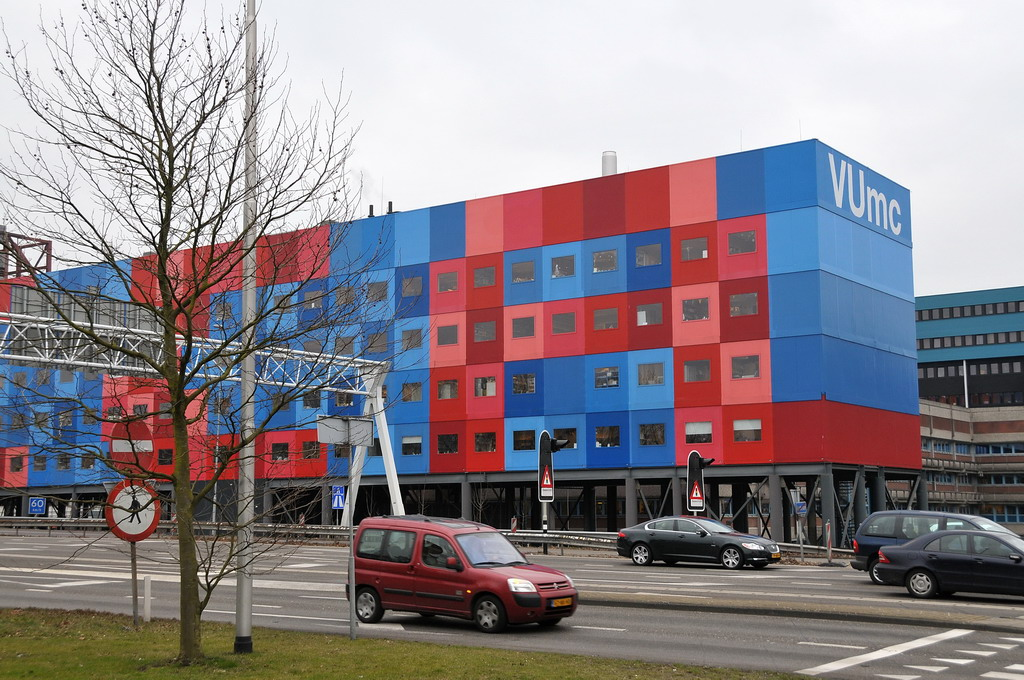
Cancer Center Amsterdam

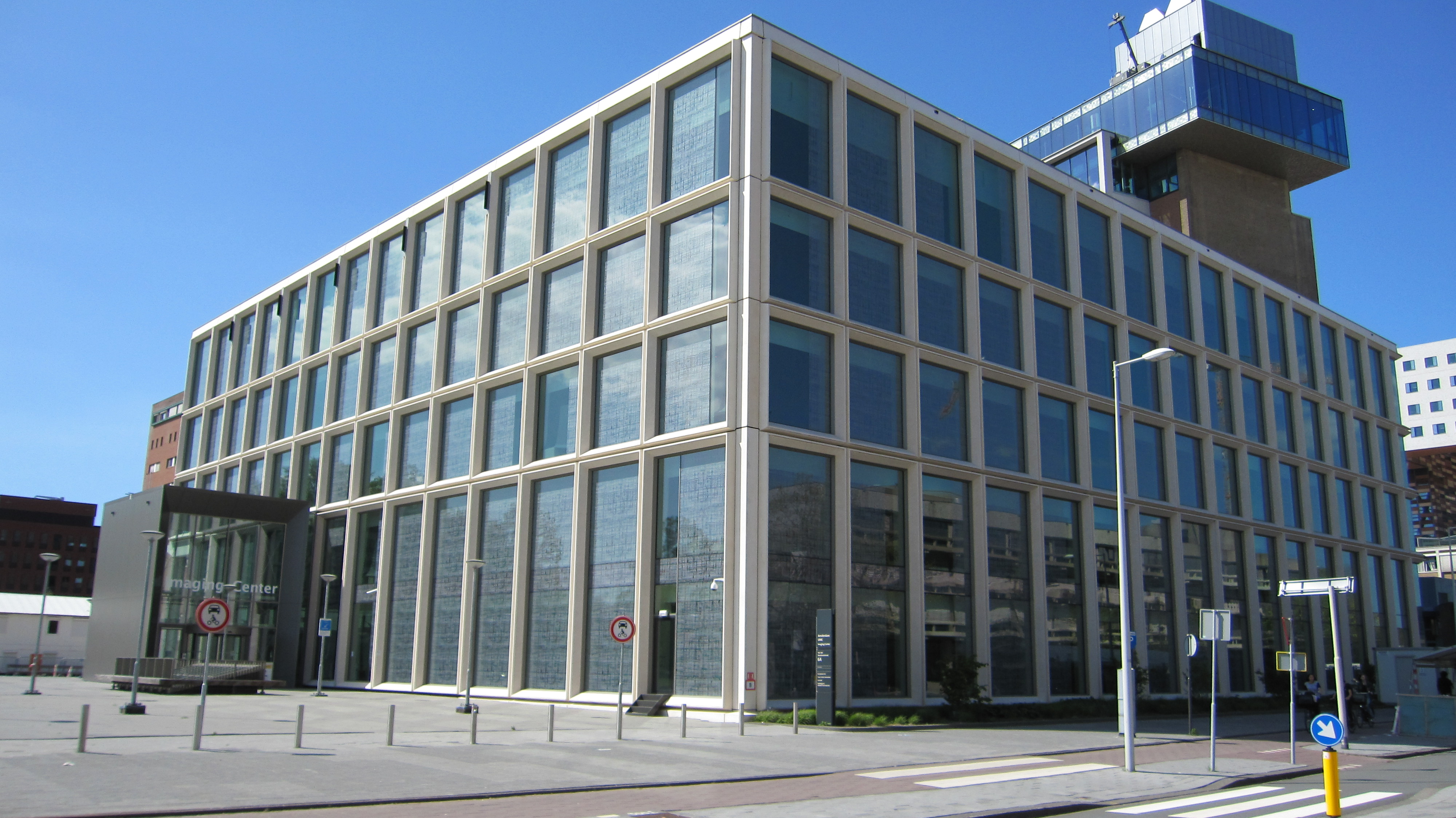
Imaging Center

## Opleidingsafdelingen
De opleidingsafdelingen van het VUmc zijn ondergebracht bij het Instituut voor Onderwijs en Opleiden (IOO). Het IOO bestaat uit drie onderdelen:
VUmc School of Medical Sciences
De VUmc School of Medical Sciences met daarin de bacheloropleiding Geneeskunde, en de masteropleidingen Geneeskunde, Oncology (oncologie), Cardiovascular Research (hart- en vaatonderzoek) en Epidemiologie. Er is een zij-instroomprogramma met de naam VUmc Zigma. En daarnaast is er nog een International Minor VUmc te volgen.
VUmc Academie
Bij VUmc Academie zijn ongeveer 200 opleidingen, trainingen, maatwerktrajecten, e-learningmodules en workshops ondergebracht in acht domeinen:
- ProActive Nursing
- Zorgadministratie
- Vakinhoudelijke scholing
- Symposia & congressen
- Postacademisch onderwijs (PAOG)
- Persoonlijke ontwikkeling
- Leiderschap & management
- Coaching & intervisie

Amstel Academie
Bij de Amstel Academie is het onderwijsaanbod onderverdeeld in de volgende vier domeinen:
- Praktijkdeel van de basisopleidingen verpleegkunde op mbo- en hbo-niveau
- Basisopleiding medisch ondersteunend (Zoals de OK-opleidingen anesthesiemedewerker en operatieassistent, en de radiologie-opleiding Radiodiagnostisch laborant.)
- Vervolgopleiding verpleegkundig (zoals spoedeisendehulpverpleegkundige, of oncologieverpleegkundige)
- Vervolgopleidingen medisch ondersteunend (zoals medisch nucleair medewerker, MRI-laborant, onderzoekscoördinator of -medewerker, sedatiepraktijkspecialist)

## Onderzoek
Onderzoeksspeerpunten van VUmc zijn oncologie, immunologie, neurologie (alzheimer en MS), vitale geneeskunde (hart en bloedvaten, metabolisme, IC, acute zorg), extra- en transmurale geneeskunde en beweging. In 2011 stond het wetenschappelijk onderzoek voor wat betreft het aantal publicaties en citaties op een gedeelde eerste plaats van Nederlandse medische centra.

### Onderzoeksinstituten
- EMGO, onderzoekinstituut voor extramuraal geneeskundig onderzoek
- ICaR-VU, Instituut voor Cardiovasculaire Research
- Neuroscience Campus Amsterdam, onderzoeksinstituut voor klinische en experimentele neurowetenschappen.
- MOVE, interfacultair onderzoeksinstituut met ACTA en de faculteit bewegingswetenschappen VU
- V-ICI, onderzoeksinstituut voor kanker en immunologie

## Incidenten

### Brand
Op 26 mei 2007 omstreeks 06:00 uur brak er brand uit in een operatiekamer op de tweede verdieping. Door grote rookontwikkeling moest ook de vijfde verdieping (op de derde en vierde verdieping was niemand aanwezig) worden ontruimd. Het duurde ongeveer twee uur voordat de brandweer het vuur onder controle had. De oorzaak van de brand was gelegen in kortsluiting in elektronische apparatuur. De geëvacueerde patiënten werden allemaal elders in het ziekenhuis ondergebracht.
Acht operatiezalen brandden volledig uit. Na een week was de volledige operatiecapaciteit hersteld door 's avonds en in het weekend te opereren. Tijdelijke operatiekamers werden geplaatst in de tuin van het ziekenhuis. In mei 2009 werden de uitgebrande operatiekamers na een volledig vernieuwing en modernisering hernieuwd in gebruik genomen.

### Ophef rond realityserie
Nadat in februari 2012 commotie was ontstaan over de op de afdeling spoedeisende hulp van VUmc opgenomen televisieserie 24 uur: tussen leven en dood verzocht VUmc RTL de serie na de eerste uitzending te staken. In juni 2013 oordeelde de rechter dat VUmc het medisch beroepsgeheim had geschonden door aan het programma mee te werken. Er werd een schikking getroffen van dertigduizend euro.

### Verscherpt toezicht
Op 21 augustus 2012 werd bekendgemaakt dat VUmc door de Inspectie voor de Gezondheidszorg (IGZ) onder verscherpt toezicht is geplaatst. In VUmc was sprake van interne conflicten, die de veiligheid van patiënten in gevaar zouden brengen. Enkele maanden daarvoor was door de directie verzuimd om IGZ op de hoogte te brengen van een brief handelend over deze conflicten. IGZ concludeerde dat VUmc ofwel zich onvoldoende bewust geweest is van de ernst van de situatie, ofwel bewust informatie heeft achtergehouden; in beide gevallen zou er voldoende grond zijn voor verscherpt toezicht. Op 24 augustus 2012 werd bekend dat de voorzitter en een lid van de raad van bestuur hun portefeuille ter beschikking stelden. Op 4 maart 2013 is het verscherpt toezicht opgeheven.

### Waterschade
Op 8 september 2015 knapte 's morgens een hoofdwaterleiding nabij het ziekenhuis, waarna een deel ervan overstroomde. Doordat belangrijke installaties in de kelder gevaar liepen, werd de verwarming uitgeschakeld. Omdat door de gebroken hoofdwaterleiding de watervoorziening in het ziekenhuis niet kon worden gegaranderd werd het ziekenhuis volledig geëvacueerd. De evacuatie verliep zonder problemen.

## Trivia
In Amsterdam was vroeger onderscheid tussen de VU en het VU, waarbij bij de eerste de universiteit en bij de tweede het ziekenhuis bedoeld werd. Tegenwoordig gaat dit niet meer op omdat de officiële schrijfwijze VUmc zonder lidwoord is. Iets wat buiten VUmc nauwelijks navolging vindt.